# 長谷川瑞己
長谷川 瑞己（はせがわ みずき、1995年10月13日 - ）は、日本の俳優。
鳥取県米子市出身。

## 出演

### 映画
- 美女大会（2016年） - 主演：小太郎（小梅）役 ※島根映画祭にて優秀主演俳優賞 受賞
- ゴジラ-1.0（2023年11月3日公開、東宝）

### TV
- 秘密のケンミンSHOW（20NTV）

### 舞台
- ちゃんぽん（2017年）

### CM
- JAバンク「熱血応援団」TVCM
- NIKE JAPAN BASEBALL「宣誓」TVCM
- スカパー！企業広告 TVCM
- サイバーエージェント「ジョーカーギャングロード」TVCM
- 広島ガス「ガスファンヒーター」TVCM
- もみじ銀行「ハイタッチ」TVCM